# Usine élévatoire de Villers-lès-Rigault
Pour un article plus général, voir Canal de l'Ourcq.
L’usine élévatoire de Villers-lès-Rigault est une machine hydraulique située à Villers-lès-Rigault près d’Isles-les-Meldeuses

## Histoire
En 1866, un décret impérial est pris, autorisant le pompage dans la Marne pour parfaire le débit du canal de l'Ourcq en période d’étiage. On entreprend alors la construction de l'usine élévatoire de Trilbardou, qui sera équipée entre autres de pompes et d'un moteur hydraulique Sagebien, et de l'usine élévatoire de Villers-lès-Rigault avec une machine à roues avec turbines, conçue par Louis-Dominique Girard.